# Kletterweltcup 2019
Der Kletterweltcup 2019 begann mit dem Boulder-Wettbewerb in Meiringen (Schweiz) am 5. April 2019 und endete mit dem Lead-Wettbewerb in Inzai (Japan) am 27. Oktober 2019. Die 31. Saison des Weltcups umfasste 18 Veranstaltungen an zwölf Orten. Die Saison wurde Mitte August für die Kletterweltmeisterschaft 2019 im japanischen Hachiōji unterbrochen.

## Weltcup Wertungen

### Lead
| Rang | Name                | Land               | Punkte |
| ---- | ------------------- | ------------------ | ------ |
| 01   | Adam Ondra          | Tschechien         | 300    |
| 02   | Alberto Ginés López | Spanien            | 256    |
| 03   | Sean McColl         | Kanada             | 206    |
| 04   | Kai Harada          | Japan              | 195    |
| 05   | Stefano Ghisolfi    | Italien            | 190    |
| 06   | Hiroto Shimizu      | Japan              | 180    |
| 07   | Kokoro Fujii        | Japan              | 165    |
| 07   | Alexander Megos     | Deutschland        | 165    |
| 09   | Sean Bailey         | Vereinigte Staaten | 158    |
| 10   | Sascha Lehmann      | Schweiz            | 152    |

| Rang | Name           | Land                | Punkte |
| ---- | -------------- | ------------------- | ------ |
| 01   | Seo Chae-hyun  | Südkorea            | 480    |
| 02   | Janja Garnbret | Slowenien           | 352    |
| 03   | Natsuki Tanii  | Japan               | 243    |
| 04   | Lucka Rakovec  | Slowenien           | 226    |
| 05   | Akiyo Noguchi  | Japan               | 224    |
| 06   | Ai Mori        | Japan               | 220    |
| 07   | Zhang Yuetong  | Volksrepublik China | 207    |
| 08   | Jain Kim       | Südkorea            | 206    |
| 09   | Mia Krampl     | Slowenien           | 189    |
| 10   | Jessica Pilz   | Österreich          | 176    |

### Boulder
| Rang | Name            | Land        | Punkte |
| ---- | --------------- | ----------- | ------ |
| 01   | Tomoa Narasaki  | Japan       | 340    |
| 02   | Adam Ondra      | Tschechien  | 335    |
| 03   | Yoshiyuki Ogata | Japan       | 264    |
| 04   | Chon Jongwon    | Südkorea    | 228    |
| 05   | Kokoro Fujii    | Japan       | 227    |
| 06   | Jan Hojer       | Deutschland | 223    |
| 07   | Alexei Rubzow   | Russland    | 214    |
| 08   | Anže Peharc     | Slowenien   | 205    |
| 09   | Jernej Kruder   | Slowenien   | 191    |
| 10   | Jakob Schubert  | Österreich  | 184    |

| Rang | Name               | Land                   | Punkte |
| ---- | ------------------ | ---------------------- | ------ |
| 01   | Janja Garnbret     | Slowenien              | 500    |
| 02   | Akiyo Noguchi      | Japan                  | 320    |
| 03   | Fanny Gibert       | Frankreich             | 308    |
| 04   | Futaba Ito         | Japan                  | 206    |
| 05   | Jessica Pilz       | Österreich             | 203    |
| 06   | Petra Klingler     | Schweiz                | 180    |
| 07   | Lučka Rakovec      | Slowenien              | 163    |
| 08   | Katja Kadic        | Slowenien              | 161    |
| 09   | Julia Chanourdie   | Frankreich             | 157    |
| 10   | Shauna Coxsey      | Vereinigtes Königreich | 145    |
| 10   | Jewgenia Kazbekova | Ukraine                | 145    |

### Speed
| Rang | Name                | Land                | Punkte |
| ---- | ------------------- | ------------------- | ------ |
| 01   | Bassa Mawem         | Frankreich          | 329    |
| 02   | Wladislaw Deulin    | Russland            | 312    |
| 03   | Alfian Muhammad     | Indonesien          | 286    |
| 04   | Zhong Qixin         | Volksrepublik China | 285    |
| 05   | Dmitri Timofejew    | Russland            | 283    |
| 06   | Reza Alipour        | Iran                | 236    |
| 07   | Sergej Rukin        | Russland            | 234    |
| 08   | Alexander Schikow   | Russland            | 203    |
| 09   | Kostjantyn Pawlenko | Ukraine             | 181    |
| 10   | Jan Kriz            | Tschechien          | 162    |

| Rang | Name                 | Land                | Punkte |
| ---- | -------------------- | ------------------- | ------ |
| 01   | Song Yiling          | Volksrepublik China | 460    |
| 02   | Anouck Jaubert       | Frankreich          | 355    |
| 03   | Aries Susanti Rahayu | Indonesien          | 333    |
| 04   | Elizaveta Ivanova    | Russland            | 261    |
| 05   | Niu Di               | Volksrepublik China | 201    |
| 06   | Anna Zyganova        | Russland            | 197    |
| 07   | Aleksandra Kałucka   | Polen               | 194    |
| 08   | Patrycja Chudziak    | Polen               | 188    |
| 09   | Aleksandra Mirosław  | Polen               | 180    |
| 10   | Julija Kaplina       | Russland            | 172    |

## Podestplatzierungen Männer

### Lead
| Datum               | Ort               | 1. Platz         | 2. Platz            | 3. Platz            |
| ------------------- | ----------------- | ---------------- | ------------------- | ------------------- |
| 04.07. – 07.07.2019 | Villars-sur-Ollon | Sascha Lehmann   | Pan Yufei           | Alexander Megos     |
| 11.07. – 13.07.2019 | Chamonix          | Adam Ondra       | Alexander Megos     | Jakob Schubert      |
| 19.07. – 20.07.2019 | Briançon          | Hidemasa Nishida | Hiroto Shimizu      | Shuta Tanaka        |
| 28.09. – 29.09.2019 | Kranj             | Adam Ondra       | Kai Harada          | Alberto Ginés López |
| 18.10. – 20.10.2019 | Xiamen            | Adam Ondra       | Taisei Homma        | Tomoa Narasaki      |
| 26.10. – 27.10.2019 | Inzai             | Hiroto Shimizu   | Alberto Ginés López | Stefano Ghisolfi    |

### Boulder
| Datum               | Ort       | 1. Platz        | 2. Platz       | 3. Platz        |
| ------------------- | --------- | --------------- | -------------- | --------------- |
| 05.04. – 06.04.2019 | Meiringen | Adam Ondra      | Tomoa Narasaki | Rei Sugimoto    |
| 12.04. – 14.04.2019 | Moskau    | Jernej Kruder   | Adam Ondra     | Yoshiyuki Ogata |
| 26.04. – 28.04.2019 | Chongqing | Manuel Cornu    | Tomoa Narasaki | Anze Peharc     |
| 03.05. – 05.05.2019 | Wujiang   | Tomoa Narasaki  | Kai Harada     | Jakob Schubert  |
| 18.05. – 19.05.2019 | München   | Jakob Schubert  | Adam Ondra     | Jan Hojer       |
| 07.06. – 08.06.2019 | Vail      | Yoshiyuki Ogata | Tomoa Narasaki | Chon Jongwon    |

### Speed
| Datum               | Ort               | 1. Platz          | 2. Platz            | 3. Platz         |
| ------------------- | ----------------- | ----------------- | ------------------- | ---------------- |
| 12.04. – 14.04.2019 | Moskau            | Bassa Mawem       | Wladislaw Deulin    | Aspar Jaelolo    |
| 26.04. – 28.04.2019 | Chongqing         | Alfian Muhammad   | Kostjantyn Pawlenko | Sergej Rukin     |
| 03.05. – 05.05.2019 | Wujiang           | Dmitri Timofejew  | Bassa Mawem         | Ludovico Fossali |
| 04.07. – 07.07.2019 | Villars-sur-Ollon | Alexander Schikow | Dmitri Timofejew    | Jan Kriz         |
| 11.07. – 13.07.2019 | Chamonix          | Alfian Muhammad   | Zhong Qixin         | Wladislaw Deulin |
| 18.10. – 20.10.2019 | Xiamen            | Zhong Qixin       | Wladislaw Deulin    | Lev Rudatsky     |

## Podestplatzierungen Frauen

### Lead
| Datum               | Ort               | 1. Platz       | 2. Platz       | 3. Platz      |
| ------------------- | ----------------- | -------------- | -------------- | ------------- |
| 04.07. – 07.07.2019 | Villars-sur-Ollon | Janja Garnbret | Seo Chae-hyun  | Ai Mori       |
| 11.07. – 13.07.2019 | Chamonix          | Seo Chae-hyun  | Zhang Yuetong  | Jessica Pilz  |
| 19.07. – 20.07.2019 | Briançon          | Seo Chae-hyun  | Janja Garnbret | Natsuki Tanii |
| 28.09. – 29.09.2019 | Kranj             | Seo Chae-hyun  | Jessica Pilz   | Lucka Rakovec |
| 18.10. – 20.10.2019 | Xiamen            | Seo Chae-hyun  | Akiyo Noguchi  | Jain Kim      |
| 26.10. – 27.10.2019 | Inzai             | Jain Kim       | Janja Garnbret | Seo Chae-hyun |

### Boulder
| Datum               | Ort       | 1. Platz       | 2. Platz      | 3. Platz      |
| ------------------- | --------- | -------------- | ------------- | ------------- |
| 05.04. – 06.04.2019 | Meiringen | Janja Garnbret | Akiyo Noguchi | Shauna Coxsey |
| 12.04. – 14.04.2019 | Moskau    | Janja Garnbret | Shauna Coxsey | Fanny Gibert  |
| 26.04. – 28.04.2019 | Chongqing | Janja Garnbret | Akiyo Noguchi | Jessica Pilz  |
| 03.05. – 05.05.2019 | Wujiang   | Janja Garnbret | Akiyo Noguchi | Ai Mori       |
| 18.05. – 19.05.2019 | München   | Janja Garnbret | Fanny Gibert  | Mia Krampl    |
| 07.06. – 08.06.2019 | Vail      | Janja Garnbret | Akiyo Noguchi | Fanny Gibert  |

### Speed
| Datum               | Ort               | 1. Platz             | 2. Platz             | 3. Platz           |
| ------------------- | ----------------- | -------------------- | -------------------- | ------------------ |
| 12.04. – 14.04.2019 | Moskau            | Song Yiling          | Anouck Jaubert       | Julija Kaplina     |
| 26.04. – 28.04.2019 | Chongqing         | Song Yiling          | Aleksandra Mirosław  | Julija Kaplina     |
| 03.05. – 05.05.2019 | Wujiang           | Aleksandra Mirosław  | Aries Susanti Rahayu | Anouck Jaubert     |
| 04.07. – 07.07.2019 | Villars-sur-Ollon | Anouck Jaubert       | Song Yiling          | Elizaveta Ivanova  |
| 11.07. – 13.07.2019 | Chamonix          | Song Yiling          | Elizaveta Ivanova    | Aleksandra Kałucka |
| 18.10. – 20.10.2019 | Xiamen            | Aries Susanti Rahayu | Song Yiling          | Maria Krasavina    |